# Eupompha fulleri
Eupompha fulleri är en skalbaggsart som beskrevs av Horn 1878. Eupompha fulleri ingår i släktet Eupompha och familjen oljebaggar. Inga underarter finns listade i Catalogue of Life.